# Lygephila craccae
Lygephila craccae là một loài bướm đêm thuộc họ Erebidae. Loài này có ở temperate châu Âu, phía bắc châu Á, dãy núi Altai, Hàn Quốc, Nhật Bản và Trung Quốc.
Có một lứa một năm tùy theo địa điểm. Con trưởng thành bay vào đầu summer.
Ấu trùng ăn các loài Vicia, Coronilfa, Astragalus và Lathyrus.

## Hình ảnh

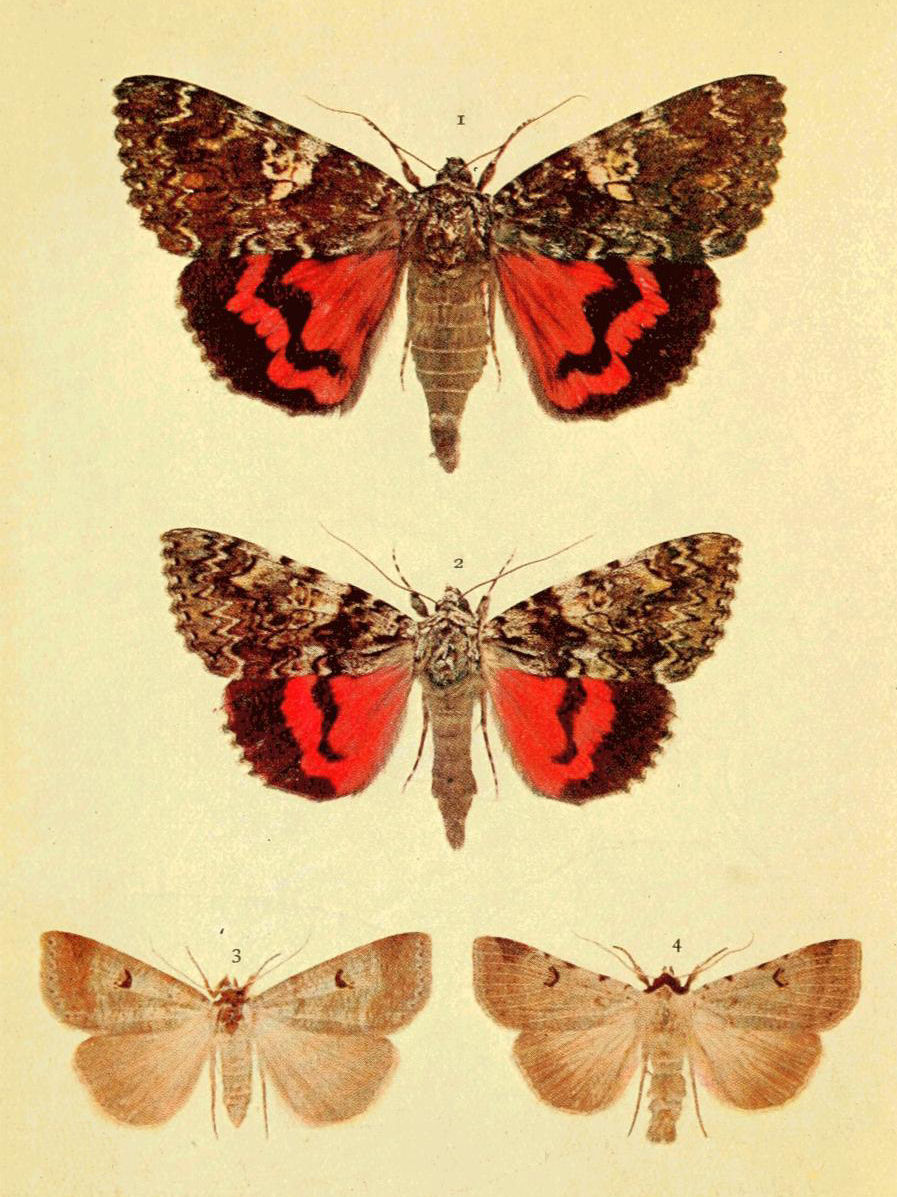

## Phân loài
- Lygephila craccae craccae
- ?Lygephila craccae grisea
- ?Lygephila craccae laevigata
- Lygephila craccae riata
- ?Lygephila craccae centralasiae